# مجلس وزراء الأردن
مجلس الوزراء هو جزء من الهيئة التنفيذية في المملكة الأردنية الهاشمية، حيث أن السلطة التنفيذية مناطة بالملك ويتولاها بواسطة وزرائه وفق أحكام الدستور، المادة 26 من الفصل الثالث.
القسم الثاني: الوزراء
المادة 41
يؤلف مجلس الوزراء من رئيس الوزراء رئيساً ومن عدد من الوزراء حسب الحاجة والمصلحة العامة.
المادة 45
1. يتولى مجلس الوزراء مسؤولية إدارة جميع شؤون الدولة الداخلية والخارجية باستثناء ما قد عهد أو يعهد به من تلك الشؤون بموجب هذا الدستور أو أي قانون إلى أي شخص أو هيئة أخرى.
2. تعين صلاحيات رئيس الوزراء والوزراء ومجلس الوزراء بأنظمة يضعها مجلس الوزراء ويصدق عليها الملك.»
يضم جميع وزارات المملكة والدوائر العامة للدولة، تأسست أول حكومة أردنية وكانت في عهد إمارة شرق الأردن في عام 1921 وكان أول رئيس حكومة أردنية رشيد طليع، يُعين رئيس الحكومة حسب الدستور بإرادة من الملك وحصول الحكومة فيما بعد على أكثرية أصوات مجلس الأمة بنسبة 50% زائد واحد، يرأس الحكومة الأردنية حالياً جعفر حسان، والذي جاء خلفاً لحكومة بشر الخصاونة بتاريخ 18 سبتمبر/أيلول 2024م .

## الحكومة الحالية
أدّت الحكومة اليمين الدستورية في 18 سبتمبر/أيلول 2024م الموافق 15 ربيع الأول 1446 هـ.
| المنصب                              | شاغل المنصب         | تولى المنصب                         | غادر المنصب |
| ----------------------------------- | ------------------- | ----------------------------------- | ----------- |
| رئيس الوزراء وزير الدفاع            | جعفر حسان           | 18 سبتمبر 2024 15 ربيع الأول 1446هـ |             |
| نائب رئيس الوزراء                   | أيمن الصفدي         | 12 أكتوبر 2020                      |             |
| الخارجية وشؤون المغتربين            | أيمن الصفدي         | 15 يناير 2017                       |             |
| الإدارة المحلية                     | وليد المصري         | 18 سبتمبر 2024                      |             |
| الداخلية                            | مازن الفراية        | 7 مارس 2021                         |             |
| الأوقاف والشؤون والمقدسات الإسلامية | محمد الخلايلة       | 7 نوفمبر 2019                       |             |
| العدل                               | بسام التلهوني       | 18 سبتمبر 2024                      |             |
| المالية                             | عبد الحكيم الشبلي   | 18 سبتمبر 2024                      |             |
| التربية والتعليم                    | عزمي محافظة         | 27 أكتوبر 2022                      |             |
| التعليم العالي والبحث العلمي        | عزمي محافظة         | 27 أكتوبر 2022                      |             |
| الصحة                               | فراس الهواري        | 29 مارس 2021                        |             |
| الاتصال الحكومي                     | محمد المومني        | 18 سبتمبر 2024                      |             |
| الاقتصاد الرقمي والريادة            | سامي سميرات         | 18 سبتمبر 2024                      |             |
| الاستثمار                           | مثنى غرايبة         | 18 سبتمبر 2024                      |             |
| التخطيط والتعاون الدولي             | زينة طوقان          | 27 أكتوبر 2022                      |             |
| الشؤون السياسية والبرلمانية         | عبد المنعم العودات  | 18 سبتمبر 2024                      |             |
| الزراعة                             | خالد الحنيفات       | 7 مارس 2021                         |             |
| المياه والري                        | رائد أبو السعود     | 26 سبتمبر 2023                      |             |
| الأشغال العامة والإسكان             | أحمد ماهر أبو السمن | 27 أكتوبر 2022                      |             |
| النقل                               | وسام التهتموني      | 26 سبتمبر 2023                      |             |
| الطاقة والثروة المعدنية             | صالح الخرابشة       | 11 أكتوبر 2021                      |             |
| الصناعة والتجارة والتموين           | يعرب القضاة         | 18 سبتمبر 2024                      |             |
| العمل                               | خالد البكار         | 18 سبتمبر 2024                      |             |
| التنمية الاجتماعية                  | وفاء بني مصطفى      | 27 أكتوبر 2022                      |             |
| الشباب                              | يزن الشديفات        | 18 سبتمبر 2024                      |             |
| البيئة                              | معاوية الردايدة     | 11 أكتوبر 2021                      |             |
| السياحة والآثار                     | لينا عناب           | 18 سبتمبر 2024                      |             |
| الثقافة                             | مصطفى الرواشدة      | 18 سبتمبر 2024                      |             |
| وزير دولة للشؤون الاقتصادية         | مهند شحادة          | 18 سبتمبر 2024                      |             |
| وزير دولة لتطوير القطاع العام       | خير أبو صعيليك      | 18 سبتمبر 2024                      |             |
| وزير دولة لشؤون رئاسة الوزراء       | عبد الله العدوان    | 18 سبتمبر 2024                      |             |
| وزير دولة للشؤون الخارجية           | نانسي نمروقة        | 18 سبتمبر 2024                      |             |
| وزير دولة                           | أحمد العويدي        | 18 سبتمبر 2024                      |             |

## وصلات خارجية
- رئاسة الوزارء
- الحكومات السابقة على موقع رئاسة الوزراء
- وزارات المملكة على موقع الحكومة الإلكترونية